# Дедуровка
Дедуро́вка (рос. Дедуровка) — село у складі Оренбурзького району Оренбурзької області, Росія.

## Населення
Населення — 1632 особи (2010; 1571 у 2002).
Національний склад (станом на 2002 рік):
- росіяни — 89 %